# Alexandr Mytrak
Alexandr Mytrak (rusínsky Александер Митрак, ukrajinsky Олександр Митрак, 16. října 1837 Ploske – 14. března 1913 Rosvyhove) byl rusínský spisovatel, básník, novinář, folklorista, etnograf, jazykovědec, buditel a řeckokatolický kněz. Alexandr byl sběratel lidové slovesnosti v Uherské Rusi, sepsal několik knih, které obsahovali lidové básně a legendy. Alexandr také sepsal Rusko-maďarský slovník ve spisovné ruštině, která obsahovala pouze pár dialektismů z rusínštiny, a tak jej využívali přední rusínští spisovatelé jako Julius Stavrovský-Popradov, Ivan Silvaj, Anatolij Kralický a Ioann Duliškovič.

## Život
Alexandr Mytrak se narodil 16. října 1837 v obci Ploske na dnešní Ukrajině. Jeho otec Andrej Mytrak byl řeckokatolický kněz. Studoval na gymnáziu v Užhorodě a Satu Mare a později absolvoval řeckokatolický teologický seminář v Užhorodě. Již během studentských let psal své fejetony, básně, povídky a cestopisy v karpatskorusínském dialektu ruštiny.
Mezi lety 1864 až 1868 vyučoval liturgii na Mukačevské národní škole. 4. listopadu 1868 byl biskupem Vasilem Popovičem vysvěcen na kněze a stal se farářem, kterým byl až do roku 1899. Jako farář působil v obcích Ilnica, Velyki Lučky, Jasenová, Klenová a Voročovo. Ke konci svého života předal kolem 3000 svých spisů Spolku sv. Vasilije Velikého.
Alexandr Mytrak zemřel 14. března 1913 v Rosvyhove (dnes součást Mukačeva) a pohřben je v Mukačevě.

## Dílo
Alexandr Mytrak byl zejména básník, novinář a sběratel lidové slovesnosti. Právě jeho sbírky lidové slovesnosti zaujmuly Jakova Holovackého, který použil 5 jeho sbírek a zařadil je do svého díla Národní písně Haličské a Uherské Rusi. Alexandr také někdy psal prózu, tou nejznámější je realistická esej Cestovní dojmy z Verchoviny, která popisuje příběh chudých Verchovinců a jejich temný život v kontrastu s okolní horskou přírodou.
Alexandr také psal poezii (Zamračeno, temno…, Milujte náš národ, Dobře tomu bohatému) a národopisná díla s prvky realismu (Ruský národ a Lidová svatba u horských Rusínů). Když v roce 1867 cestoval po Verchovinských obcích a sbíral lidovou slovesnost, psal do rusínského týdeníku Svět své dojmy z cest v rubrice pojmenované Cestovní dojmy z Verchoviny, která byla předlohou pro jeho stejnojmennou realistickou esej kterou později napsal.
V roce 1881 vydal Rusko-maďarský slovník. Jednalo se o první slovník sepsáný ve spisovné ruštině, který obsahoval pouze pár dialektismů z rusínštiny, a tak jej využívali přední rusínští spisovatelé jako Julius Stavrovský-Popradov, Ivan Silvaj, Anatolij Kralický a Ioann Duliškovič.

### Jazyk jeho děl
Alexandr psal svou beletrii v rusínštině a to v jeho rodném lemkovském dialektu. Ostatní díla, jako slovník či své články v rubrice Cestovní dojmy z Verchoviny psal v karpatskorusínském dialektu ruštiny, nebo jazyku jazyčije. Některé své poezie psal i ukrajinsky.

### Ukrajinská otázka
Na začátku 20. století se v rusínské inteligenci objevila nová ukrajinská otázka. Pod pojmem ukrajinská otázka se jednalo o problémy týkající se národnostní identity, autonomie a nezávislosti ukrajinského národa. Alexandr věřil, že základní příčinou toho, že Ukrajinci nikdy nedokázali vytvořit vlastní stát, byla jejich anarchistická povaha a neschopnost vybudovat pevný státní systém a podřídit se mu.